# Épée de saint Pierre

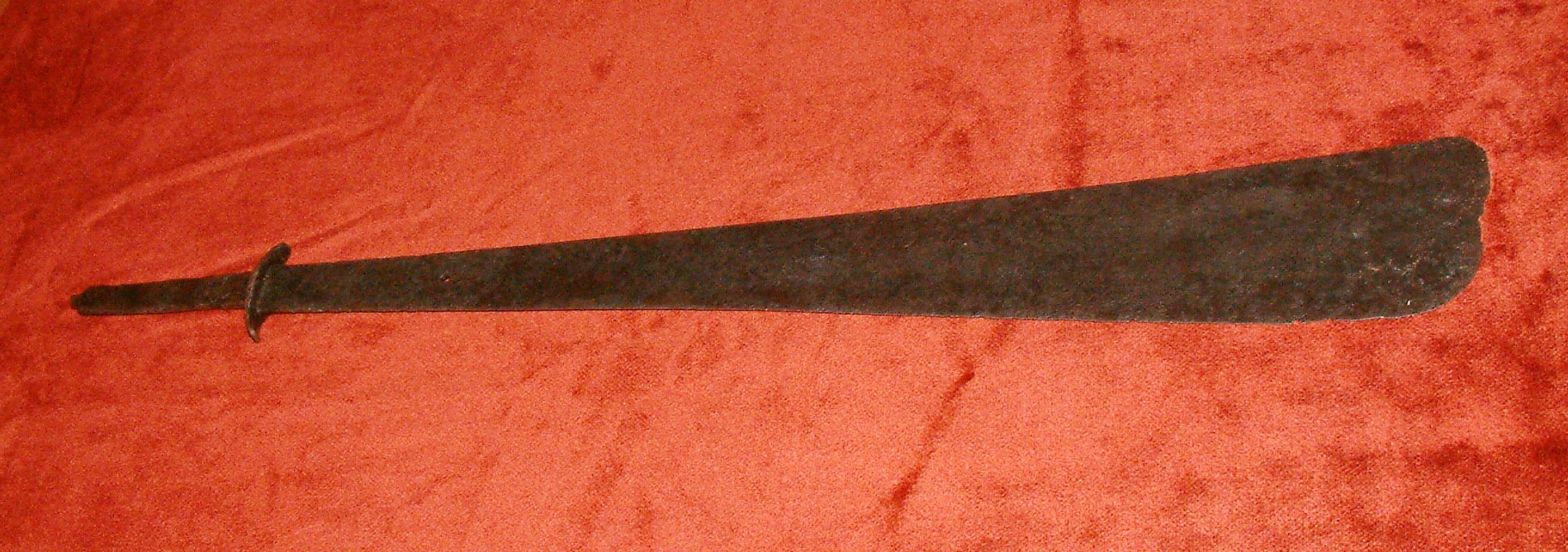
Épée de saint Pierre conservée au Musée archidiocésain de Poznań.

L'épée de saint Pierre (en latin : gladius Sancti Petri ; en polonais : miecz świętego Piotra) est une relique chrétienne, aujourd'hui conservée au Musée archidiocésain de Poznań.
Elle est associée à l'épée par laquelle, d'après l'Évangile selon Jean, l'apôtre Pierre trancha l'oreille droite de Malchus, un serviteur de Caïphe, le grand prêtre du Temple de Jérusalem, lors de l'arrestation de Jésus au Gethsémani.
Une copie en est exposée à la basilique-archicathédrale Saint-Pierre-et-Paul de Poznań.

## Historique
Selon la légende locale, l'épée est un don du pape Jean XIII au premier évêque polonais Jordan ou au premier duc historique de Pologne Mieszko Ier. Arrivée à Poznań en 968, elle est conservée dans le trésor de la cathédrale, exposé dans la nef. L'épée est mentionnée pour la première fois en 1475 dans les Vitae Episcoporum Posnaniensium (vies des évêques polonais) du chroniqueur polonais Jan Długosz qui se trompe en écrivant que l'épée est un don du pape Étienne VIII, mort en 942.
Les ostensions de l'arme se font plus rares au siècle des Lumières qui voit un déclin du culte des reliques. Au XIXe, elle est placée dans la sacristie et depuis la fin des années 1980, elle est conservée au Musée archidiocésain de Poznań.

## Description
L'épée adopte une forme assez inhabituelle de couperet ou machette. Elle a une longueur de 70 cm sur, dans sa plus grande largeur, 9,4 cm.

## Galerie

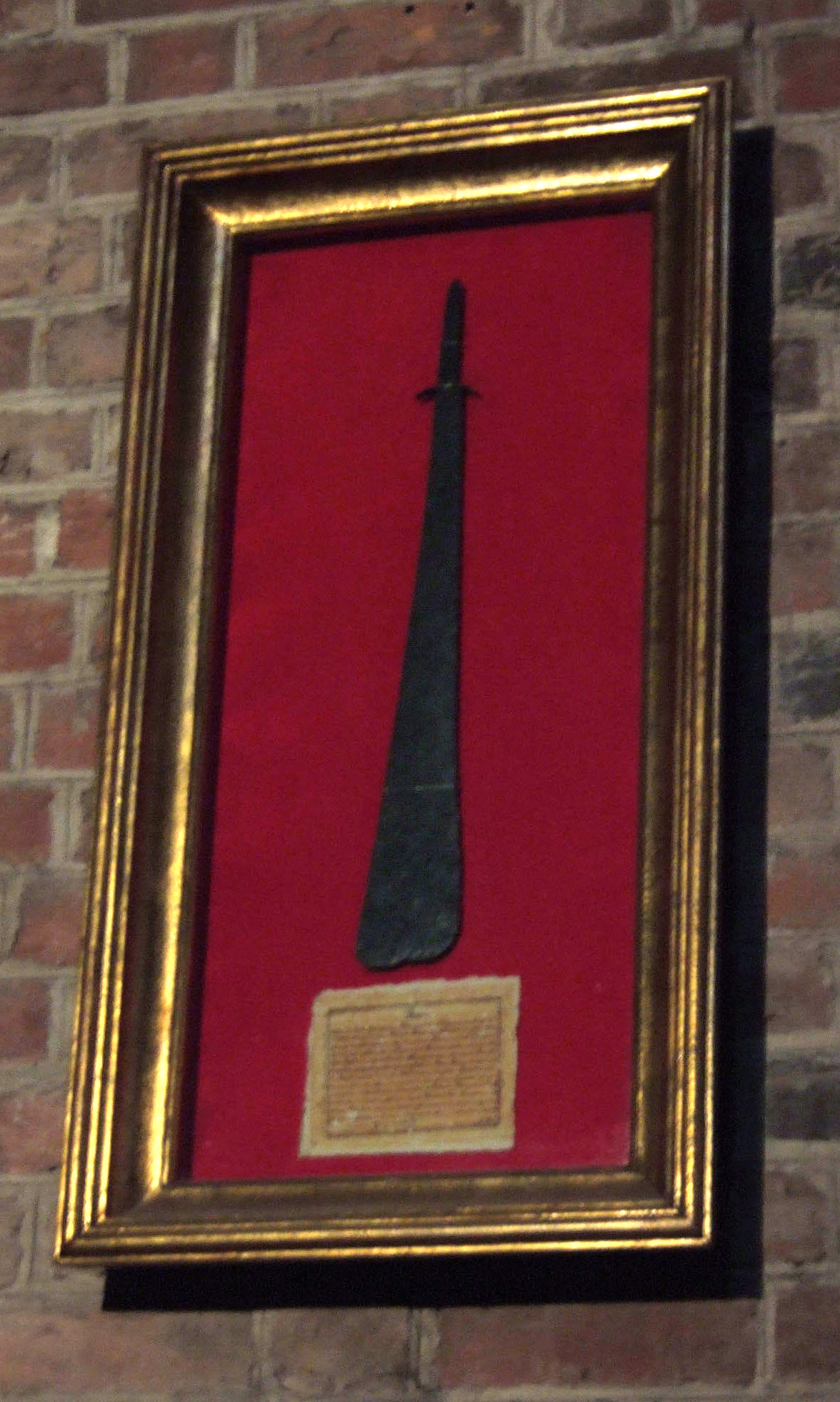
Réplique dans la basilique Saint-Pierre-et-Paul de Poznań.
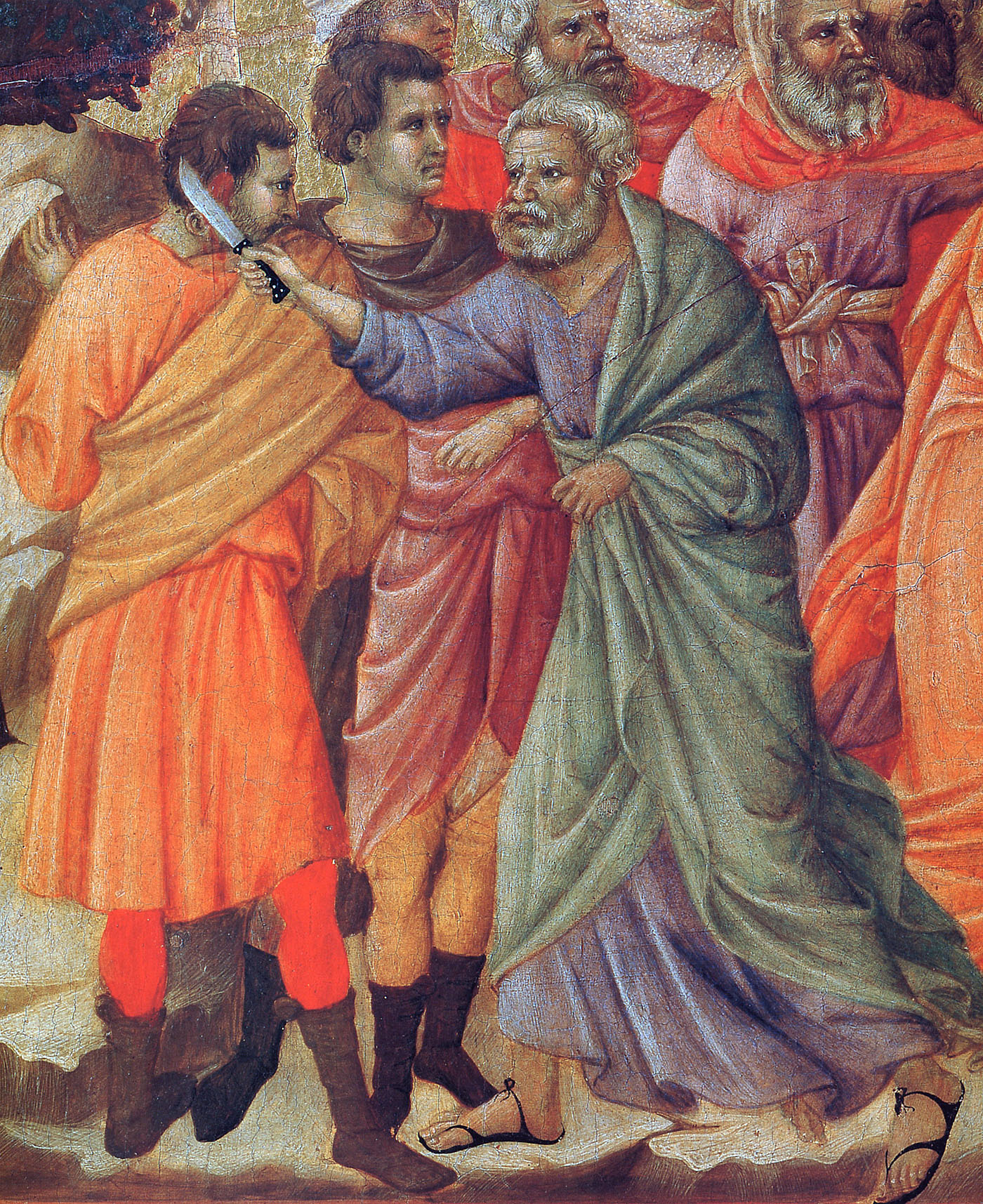
Pierre coupe l’oreille de Malchus, 1308-1311, tempera sur bois de Duccio di Buoninsegna (musée de l’Œuvre du Dôme)
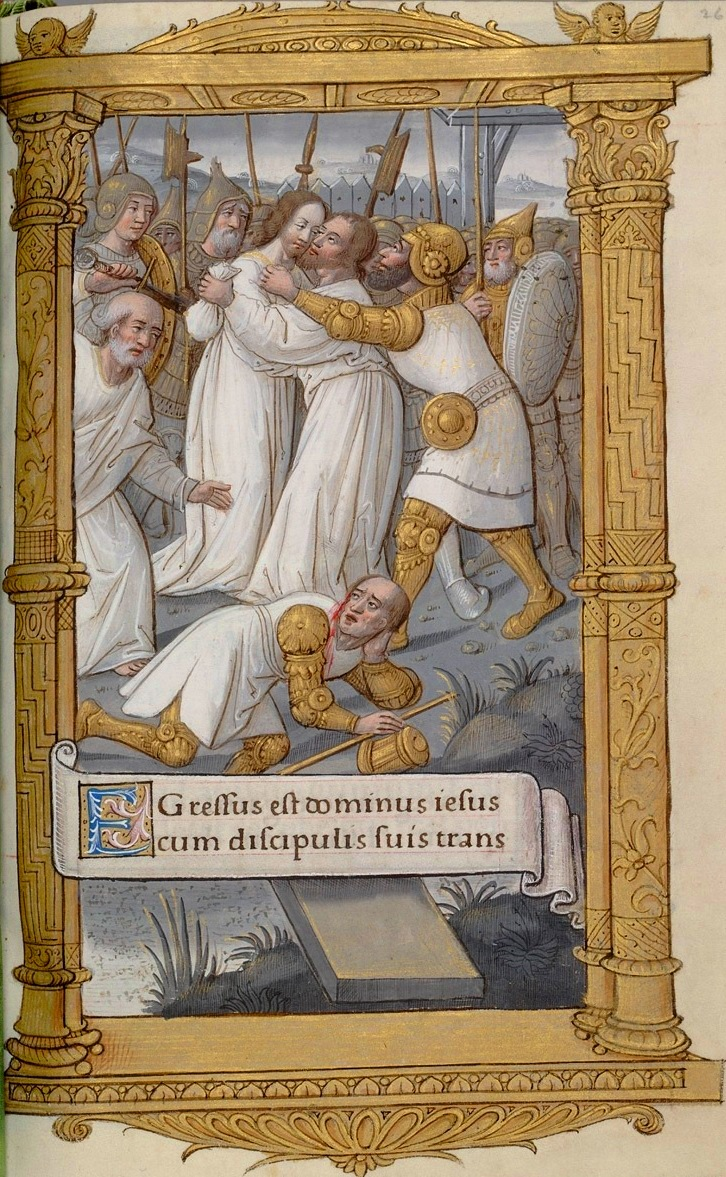
Miniature d'un livre de prière, XVe